# Panthoos
Panthoos (altgriechisch Πάνθοος Pánthoos) ist eine mythische Heldenfigur der trojanischen Seite in der Ilias, er ist Vater von Polydamas, Hyperenor und Euphorbos.
Panthoos ist literarisch als Widerpart von Kassandra durch die Schriftstellerin Christa Wolf rezipiert.